# Coco Vandeweghe
Colleen Coco Vandeweghe (ur. 6 grudnia 1991 w Nowym Jorku) – amerykańska tenisistka. Mistrzyni juniorskiego US Open 2008 w grze pojedynczej oraz seniorskiego US Open 2018 w grze podwójnej.

## Życiorys
Coco Vandeweghe jest wnuczką Colleen Kay Hutchins, Miss America z 1952 roku i byłego koszykarza New York Knicks – Ernie Vandeweghe, siostrzenicą koszykarza Ernesta „Kiki” Vandeweghe oraz córką Tauny Vandeweghe – reprezentantki USA w pływaniu na Igrzyskach Olimpijskich 1976, reprezentującej kraj również w siatkówce. Zaczęła grać w tenisa ze swoim starszym bratem w wieku 11 lat.

## Kariera tenisowa

### 2006–2009
W rozgrywkach zawodowych zadebiutowała dzięki dzikiej karcie w turnieju w San Diego. Przegrała wówczas w pierwszej rundzie z Kateryną Bondarenko 4:6, 2:6. W 2007 roku przegrała w pierwszej rundzie eliminacji do Indian Wells z Emmanuelle Gagliardi 5:7, 7:6(4), 4:6. Poza tym występowała przede wszystkim w turniejach ITF, aż do drugiej połowy roku, kiedy znowu otrzymała dziką kartę do turnieju głównego w San Diego. Przegrała w pierwszej rundzie z Jeleną Bowiną 3:6, 5:7. Miesiąc później przegrała w pierwszej rundzie eliminacji do US Open z Hiszpanką Maríą José Martínez Sánchez 2:6, 6:4, 5:7. Sezon zakończyła półfinałem w turnieju ITF w Meksyku z Clarisą Fernández 7:6(3), 1:6, 4:6.
W 2008 roku otrzymała dzikie karty do Indian Wells, Miami, Los Angeles i US Open za każdym razem przegrywała jednak w pierwszych rundach. Najbliżej sukcesu była w pierwszym z nich ulegając Stéphanie Cohen-Aloro 7:6(2), 3:6, 4:6.
W 2008 roku osiągnęła największy sukces w rozgrywkach młodzieżowych, wygrywając juniorski turniej US Open, pokonując w finale 7:6(3), 6:1 zawodniczkę z Wenezueli, Gabrielę Paz Franco.
Pierwsze zwycięstwo w głównym turnieju WTA osiągnęła w sierpniu 2009 roku w Los Angeles. Sklasyfikowana wówczas na 437. miejscu rankingu pokonała 58. w zestawieniu Tathianę Garbin 6:4, 6:4. W drugiej rundzie przegrała już jednak z Flavią Pennettą 2:6, 4:6.

### 2010
Rok 2010 stał się przełomowym. Zaczęło się od pierwszego występu w Australian Open. Mimo porażki w pierwszej rundzie turnieju głównego z Sandrą Záhlavovą 0:6, 1:6 pokazała się poza Stanami Zjednoczonymi. Przegrała później w eliminacjach Indian Wells, Miami i Charleston. W maju wygrała swój pierwszy turniej. W amerykańskim Carson wygrała turniej rangi ITF z pulą nagród 50 tysięcy dolarów. W kolejnym swoim występie, w turnieju w El Paso (25.000 $) odniosła drugi triumf w karierze.
W sierpniu 2010 roku przeszła udanie przez eliminacje do turnieju w San Diego eliminując m.in. Bethanie Mattek-Sands i Sloane Stephens. W głównej drabince wygrała z Giselą Dulko 6:0, 3:0 krecz, by w drugiej rundzie odnieść największy sukces w dotychczasowej karierze pokonując dziewiątą zawodniczkę rankingu WTA – Wierę Zwonariową 2:6, 7:5, 6:4. W ćwierćfinale jednak musiała uznać wyższość późniejszej triumfatorki Swietłany Kuzniecowej 5:7, 2:6.
Później przytrafiły się porażki w pierwszych meczach w turniejach w Cincinnati, New Haven i US Open. Zaliczyła wspólnie z Alexą Glatch drugą rundę US Open w grze podwójnej, w której po dramatycznym meczu uległy Monice Niculescu i Szachar Pe’er 7:6(6), 3:6, 6:7(4).
Pod koniec sierpnia doszło do kolejnego przełomu. Vandeweghe wystartowała w eliminacjach do turnieju w Tokio ogrywając wyżej sklasyfikowane Tathianę Garbin 7:5, 6:4 i Jarmilę Groth 6:4, 7:6(2). W turnieju głównym pokonała Klárę Zakopalovą 6:4, 7:6(6), Aravane Rezaï (wówczas sklasyfikowaną na 18. miejscu rankingu) 6:4, 6:4 oraz Julię Görges 6:3, 6:0. W ćwierćfinale przegrała już jednak z Wiktoryją Azaranką 2:6, 1:6. Dzięki dobrym występom w ciągu sezonu awansowała z 354. miejsca rankingu aż o dwieście czterdzieści pozycji – na 114.
W sezonie okazjonalnie występowała w grze podwójnej. Najlepszym rezultatem Amerykanki było zwycięstwo na koniec sezonu w turnieju ITF w Phoenix. W parze z Tetianą Łużanśką pokonała w meczu mistrzowskim Julię Boserup i Sloane Stephens 7:5, 6:4.

### 2011
W nowym sezonie występowała już tylko w turniejach rangi WTA. Przegrała w pierwszych rundach eliminacji do turniejów w Brisbane (z Aleksandrą Panową 6:7(4), 6:7(5)) i Sydney (z Jekatieriną Makarową 1:6, 7:6(5), 4:6). Drugi raz z kolei wystąpiła w Australian Open, ale tym razem przechodząc przez trzy rundy eliminacji. Przegrała jednak w pierwszym meczu turnieju głównego z Alizé Cornet 2:6, 1:6. Doszła do ćwierćfinału turnieju w Memphis przegrywając w nim z Rebeccą Marino 1:6, 6:7(6). Odpadła w drugiej rundzie Indian Wells z Jeleną Janković 2:6, 1:6 oraz w pierwszej w Miami z Varvarą Lepchenko 2:6, 3:6.
Sezon na mączce był nieudany. Przegrała w eliminacjach w Charleston, Madrycie i Rzymie. Po raz pierwszy wystąpiła we French Open, lecz, podobnie jak we wcześniejszych startach na mączce, przegrała w pierwszym meczu.
W turnieju na trawiastych kortach w ’s-Hertogenbosch odpadła w drugiej rundzie eliminacji z Arantxą Rus 4:6, 3:6. Jednak w grze podwójnej, wspólnie z Kirsten Flipkens, osiągnęła najlepszy w sezonie rezultat deblowy dochodząc aż do półfinału. Uległa w nim rozstawionej z numerem 4 parze Barbora Záhlavová-Strýcová – Klára Zakopalová 4:6, 1:6. Później po pierwszych meczach pożegnała się z turniejami na Wimbledonie i w Stanford, ulegając odpowiednio Eleni Daniilidu 4:6, 4:6 i Rebecce Marino 4:6, 4:6.
Sezon zakończyła porażkami w pierwszych lub drugich rundach turniejów. Wyjątkiem była trzecia runda w Carlsbadzie, w której przegrała z Sabine Lisicki 4:6, 3:6.

### 2012
Początek roku nie należał do udanych, co kosztowało Vandeweghe spadek na 159. miejsce rankingu WTA (marzec 2012). W efekcie spadku zaczęła szukać punktów w turniejach ITF. Starty te nie przyniosły lepszych rezultatów, aż do występu w Nottingham. W turniej z pulą nagród 75.000 $ przeszła przez eliminacje i całą drabinkę główną eliminując m.in. Camilę Giorgi 6:4, 7:5, Anę Tatiszwili 7:6(5), 7:5 i Hsieh Su-wei 2:6, 7:5, 6:4. W finale zmierzyła się z Urszulą Radwańską, z którą jednak przegrała 1:6, 6:4, 1:6. Później udanie przeszła przez eliminacje do Wimbledonu, lecz w pierwszej rundzie turnieju głównego uległa rozstawionej z numerem dziesiątym Sarze Errani 1:6, 3:6.
W kolejnych zawodach – turnieju rangi WTA Premier w Stanford osiągnęła życiowy sukces. Do turnieju głównego dostała się jako „szczęśliwa przegrana”, a w nim pokonała m.in. w drugiej rundzie Jelenę Janković 6:4, 6:2, w ćwierćfinale Urszulę Radwańską 6:4, 6:4, a w półfinale Yaninę Wickmayer 6:2, 3:6, 6:2. W meczu mistrzowskim stanęła naprzeciwko wielkiej Sereny Williams, której uległa po bardzo wyrównanym meczu 5:7, 3:6. Dzięki dobremu występowi awansowała do pierwszej setki rankingu WTA.
Do końca sezonu wystąpiła jeszcze między innymi w ćwierćfinale turnieju w Waszyngtonie, w którym po raz pierwszy w historii została rozstawiona (z numerem 7). W meczu o półfinał nie sprostała jednak Vanii King ulegając 1:6, 6:3, 4:6. Sezon zakończyła na 95. miejscu w rankingu.

### 2013
Początek nowego sezonu również nie należał do udanych – w ciągu pierwszych trzech miesięcy udało się Amerykance wygrać zaledwie trzy mecze (tylko jeden w głównej drabince turnieju – w Memphis z Chanelle Scheepers 6:1, 6:2) przy siedmiu porażkach. W kwietniu 2013 roku wystąpiła w turnieju w Monterrey, w którym w pierwszej rundzie wygrała z Marion Bartoli 4:6, 6:3, 6:1. W drugiej już jednak przegrała z Lauren Davis 4:6, 6:7(8). Później musiała występować w turniejach ITF, gdyż była zbyt nisko w rankingu. Wystąpiła m.in. w turnieju w Charlottesville z pulą nagród 50.000,00 dolarów. W turnieju singlowym przegrała w drugiej rundzie, ale w grze podwójnej, w parze z Nicolą Slater, wygrała swój pierwszy turniej. W maju przegrała eliminacje do turnieju w Brukseli, ale dostała się do turnieju głównego jako „szczęśliwa przegrana”. Mimo drugiej szansy przegrała w pierwszej rundzie z Julią Görges 1:6, 5:7. Przegrała też w pierwszej rundzie French Open z rozstawioną z numerem 27 Jarosławą Szwiedową 0:6, 6:3, 2:6.
Druga połowa sezonu też nie rozpoczęła się dobrze, gdyż nie obroniła punktów za finał sprzed roku w turnieju ITF w Nottingham. Odpadła już w drugiej rundzie, mimo iż była rozstawiona z numerem 7. Porażka kosztowała Vandeweghe wypadnięcie z pierwszej setki rankingu WTA – spadła z 96. miejsca na 113. w rankingu z dnia 10 czerwca 2013 roku. Sezon na trawie zakończyła z bilansem jedno 1-3, gdyż przegrała w pierwszych rundach w Birmingham i na Wimbledonie. Porażka w Londynie kosztowała Amerykankę spadek na 245. miejsce w rankingu WTA (22.07.2013).
W lipcu wystąpiła w turnieju w Stanford, gdzie broniła punktów za finał. Udanie przeszła przez kwalifikacje, ale przegrała w drugiej rundzie turnieju głównego z Soraną Cîrsteą 3:6, 3:6. Tydzień później wygrała eliminacje do turnieju w Carlsbadzie. W drugiej rundzie przegrała z Aną Ivanović 6:7(5), 3:6. Podczas US Open osiągnęła taki sam rezultat jak w dwóch wcześniejszych turniejach w lipcu – po przejściu przez eliminacje odpadła w drugiej rundzie. W turnieju gry podwójnej również odpadła w drugim meczu – w parze z Jill Craybas ulegała Anastasiji Pawluczenkowej i Lucie Šafářovej 6:7(6), 4:6.
We wrześniu nie przeszła przez eliminacje do turnieju w Québecu, a później zaczęła starty tylko w turniejach ITF. Najpierw w Albuquerque w grze pojedynczej przegrała w ćwierćfinale, a w parze z Eleni Daniilidu wygrała turniej gry podwójnej. Później przegrała finał singla w Las Vegas, zwyciężając turniej deblowy wspólnie z Tamirą Paszek. W Saguenay przegrała w finale singla, a w New Braunfels wygrała (w parze z Aną Tatiszwili) czwarty turniej deblowy ITF w sezonie. Dzięki dobrym występom w październiku udało się Amerykance awansować na 110. miejsce w rankingu singlowym na koniec roku.

### 2014
Początek sezonu 2014 był znów nieudany. Przegrała w eliminacjach do turniejów w Auckland i Sydney. W tym drugim przegrywając ze sklasyfikowaną na 812. miejscu rankingu WTA Amerykanką Abigail Spears 4:6, 2:6. Odpadła w pierwszej rundzie do Australian Open ulegając Anastasiji Rodionowej 4:6, 4:6.
W dalszej części sezonu odpadła w drugiej rundzie Indian Wells z Petrą Kvitovą 2:6, 1:6. W Miami udanie przeszła przez eliminacje, a w turnieju głównym pokonała m.in. Anastasiję Pawluczenkową 7:6(7), 7:5 i Samanthę Stosur 5:7, 7:5, 7:5. W czwartej rundzie uległa dopiero późniejszej triumfatorce, aktualnej liderce rankingu WTA, Serenie Williams 3:6, 1:6. Dojście do czwartej rundy turnieju rangi Premier Mandatory zaowocowało powrotem do pierwszej setki rankingu WTA – awans ze 104. pozycji na 82.
W maju, po raz pierwszy w karierze, awansowała do drugiej rundy French Open, w której przegrała jednak z Jekatieriną Makarową 4:6, 3:6. Sezon na trawie zaczęła od porażki w drugiej rundzie w turnieju ITF w Nottingham z Michelle Larcher de Brito 6:3, 3:6, 5:7. Później doszła do trzeciej rundy w Birmingham – porażka z Klárą Koukalovą 6:3, 6:7(3), 4:6. Dzięki w miarę wczesnej porażce zdążyła wystartować w kwalifikacjach do turnieju rozgrywanego na kortach trawiastych w ’s-Hertogenbosch. Wygrała je i zakwalifikowała się do turnieju głównego, w którym pokonała m.in. w ćwierćfinale Garbiñe Muguruzę 7:6(3), 6:1, a w walce o finał, swoją pogromczynię sprzed tygodnia – Koukalovą 6:4, 6:2. W meczu mistrzowskim zwyciężyła Zheng Jie 6:2, 6:4, odnosząc swój pierwszy triumf WTA w karierze.
Podczas wielkoszlemowego Wimbledonu po raz drugi w ciągu tygodnia pokonała Hiszpankę Garbiñe Muguruzę – w pierwszej rundzie 6:3, 3:6, 7:5. Z turnieju odpadła już jednak w następnym meczu po porażce z kwalifikantką Terezą Smitkovą 3:6, 6:7(4). Wygrany turniej w Holandii i występ w Londynie pozwoliły Vandeweghe awansować po raz pierwszy w karierze do pierwszej pięćdziesiątki rankingu WTA.
W sierpniu znów zabłysnęła formą dochodząc do ćwierćfinału w Montrealu eliminując po drodze dwie przedstawicielki TOP 10 rankingu i byłe jego liderki: Anę Ivanović 6:7(7), 7:6(7), 6:4 i Jelenę Janković 7:6(8), 2:6, 7:5. Jednak na drodze do półfinału stanęła ponownie Jekatierina Makarowa, która drugi raz w sezonie powstrzymała Amerykankę – 1:6, 6:4, 1:6. Później w New Haven przegrała w pierwszym meczu, a podczas US Open w drugim. Na tym samym etapie zakończyła również zmagania w grze podwójnej, partnerując Alison Riske.
Koniec sezonu nie był już udany, gdyż przegrała w drugiej rundzie w Tokio, w trzeciej w Wuhanie (w drugiej po raz drugi w sezonie pokonała Serbkę Jelenę Janković) i pierwszej w Pekinie. Rok zakończyła porażką z 16-letnią Aną Konjuh 2:6, 6:3, 3:6, w drugiej rundzie podczas turnieju w Osace.

### 2015
W styczniu 2015 roku doszła do ćwierćfinału w Auckland, w którym przegrała z Barborą Záhlavovą-Strýcovą 4:6, 5:7. Podczas Australian Open wyeliminowała w drugiej rundzie Samanthę Stosur 6:4, 6:4, lecz w kolejnym meczu przegrała z niżej notowaną Madison Brengle 3:6, 2:6. Po raz pierwszy w karierze wystąpiła w turnieju gry podwójnej w Melbourne, lecz wspólnie z Yaniną Wickmayer przegrały mecz otwarcia przeciwko parze Dominika Cibulková – Kirsten Flipkens 3:6, 4:6.
W marcu otrzymała dziką kartę do turnieju w Indian Wells i po raz pierwszy została w nim rozstawiona – z numerem 30. Przegrała już jednak w trzeciej rundzie z Eugenie Bouchard 3:6, 2:6. W turnieju deblowym, partnerując Swietłanie Kuzniecowej, odpadła po drugim meczu, w którym uległa Klaudii Jans-Ignacik i Andreji Klepač 2:6, 3:6. Później podczas turnieju w Miami przegrała już w pierwszej rundzie z kwalifikantką Urszulą Radwańską 4:6, 7:6(2), 3:6.
Wiosną przegrała w drugich rundach podczas turniejów w Madrycie i Strasburgu. Podczas French Open była pierwszą nierozstawioną zawodniczką (zajmując 33. miejsce w rankingu) i przegrała już w pierwszej rundzie z Julią Görges 2:6, 7:5, 1:6. Tydzień później wystąpiła tylko w grze podwójnej na turnieju ITF w Eastbourne. Wspólnie z Shelby Rogers wygrały zmagania bez straty seta, w finale pokonując Jocelyn Rae i Annę Smith 7:5, 7:6(1).
Nie obroniła tytułu w ’s-Hertogenbosch, odpadając w ćwierćfinale z Kiki Bertens 4:6, 1:6. W parze z Michaëllą Krajicek przegrały mecz otwarcia turnieju deblowego z Oksaną Kalasznikową i Jewgieniją Rodiną 2:6, 2:6. W Birmingham przegrała w pierwszej rundzie, a w Eastbourne w trzeciej. Podczas Wimbledonu osiągnęła życiowy sukces w turniejach wielkoszlemowych dochodząc do ćwierćfinału. W drugiej rundzie pokonała Karolínę Plíškovą 7:6(5), 6:4, w kolejnej Samanthę Stosur 6:2, 6:0, a w czwartej Lucie Šafářovą 7:6(1), 7:6(4). W meczu o półfinał uległa jednak Mariji Szarapowej 3:6, 7:6(3), 2:6. W turnieju gry podwójnej, wspólnie z Anną-Leną Grönefeld w drugiej rundzie wyeliminowały rozstawione z numerem 10 Caroline Garcię i Katarinę Srebotnik 7:6(3), 6:3. W kolejnej przegrały po zaciętym meczu z Hsieh Su-wei i Flavią Pennettą 6:3, 0:6, 7:9.
Amerykańską część sezonu Vandeweghe zakończyła w singlu z bilansem 2-5. Zaczęła wówczas występować częściej w deblu, odnosząc dobre rezultaty. Osiągnęła m.in. ćwierćfinał w Cincinnati z Christiną McHale oraz półfinał US Open ponownie z Grönefeld.
Azjatyckie tournee rozpoczęła ponownie od porażki w pierwszej rundzie, tym razem musiała uznać wyższość Agnieszki Radwańskiej podczas turnieju w Tokio (3:6, 3:6). Z lepszej strony pokazała się w Wuhanie, gdzie odpadła dopiero w ćwierćfinale z Angelique Kerber – przy stanie 1:6, 1:3 poddała mecz. Sezon zakończyła kolejną porażką z Agnieszką Radwańską – poddała mecz otwarcia w Pekinie po przegraniu pierwszego seta 3:6.

### 2016
W rozgrywkach z cyklu WTA Vandeveghe wygrała 1 turniej deblowy – w marcu 2016 wraz z Bethanie Mattek-Sands zwyciężyły w lokalnym turnieju BNP Paribas Open w Indian Wells, w finałowym pojedynku wygrywając 4:6, 6:4, 10–6 z niemiecko-czeskim duetem Julia Görges–Karolína Plíšková.
Podczas igrzysk olimpijskich w Rio de Janeiro zakwalifikowała się tylko do turnieju deblowego, w którym wystąpiła wspólnie z Bethanie Mattek-Sands. W pierwszej rundzie pokonały Hiszpańską parę Anabel Medina Garrigues – Arantxa Parra Santonja 6:1, 6:1. W drugiej rundzie musiały jednak uznać wyższość, późniejszych srebrnych medalistek, Szwajcarek Timei Bacsinszky i Martiny Hingis 4:6, 4:6.
W pierwszym starcie po igrzyskach wystąpiła w turnieju w Cincinnati. W grze pojedynczej odpadła już w drugiej rundzie po meczu z Garbiñe Muguruzą 6:7(4), 2:6. W turnieju gry podwójnej wystąpiła po raz pierwszy wspólnie ze Szwajcarką Martiną Hingis. Awans do półfinału osiągnęły bez wychodzenia na kort. W pierwszej rundzie, jako para rozstawiona z numerem 4, miały wolny los. W dwóch kolejnych otrzymały walkowery kolejno od Kiki Bertens i Johanny Larsson oraz Sary Errani i Carli Suárez Navarro. W starciu półfinałowym pokonały Julię Görges i Karolínę Plíškovą 6:1, 6:4. W decydującym meczu stanęły naprzeciwko Sanii Mirzy i Barbory Strýcovej. Mimo prowadzenia w pierwszej partii 5:1 nie były w stanie jej wygrać. Przegrały kolejne sześć gemów i set zakończył się wynikiem 5:7. W drugiej sytuacja się odwróciła i to Hinduska z Czeszką objęły prowadzenie 5:1. Vandeweghe z Hingis udało się jeszcze wygrać trzy gemy, ale mecz ostatecznie przegrały 5:7, 4:6.
Podczas US Open wystąpiła w grze pojedynczej, podwójnej i mieszanej. W turnieju singlowym odpadła już w pierwszej rundzie, po porażce z Naomi Ōsaką 7:6(4), 3:6, 4:6. W mikście wraz z Rajeevem Ram zostali rozstawieni z numerem 7. W drugiej rundzie zmierzyli się z nową deblową partnerką Amerykanki – Martiną Hingis i dziesięciokrotnym triumfatorem turniejów wielkoszlemowych grze mieszanej Leanderem Paesem i wygrali 7:6(1), 3:6, 13–11. Doszli do finału, w którym zmierzyli się z Laurą Siegemund i Mate Paviciem. Mimo wyrównanego pojedynku przegrali 4:6, 4:6. W rozgrywkach gry podwójnej wraz ze Szwajcarką zostały rozstawione z numerem 6. W pierwszej rundzie musiały już zmierzyć się trudnymi rywalkami Anną-Leną Grönefeld i Květą Peschke i po trudnym meczu wygrały 4:6, 6:1, 6:2. W drugiej rundzie pokonały Maríę Irigoyen i Paulę Kanię 7:5, 6:3. W kolejnym starciu zmierzyły się z rozstawionymi z nr 11 Chinkami: Xu Yifan i Zheng Saisai i po ponad dwugodzinnym meczu wygrały 6:4, 4:6, 6:2. W starciu ćwierćfinałowym pokonały Czeszki Barborę Krejčíkovą i Kateřinę Siniakovą 6:1, 6:2. W walce o finał musiały jednak uznać wyższość najwyżej rozstawionej w turnieju francuskiej pary Caroline Garcia – Kristina Mladenovic przegrywając 3:6, 4:6.

### 2017
W Melbourne po pokonaniu Angelique Kerber oraz Garbiñe Muguruzy dotarła do przedostatniej rundy, w której, mimo prowadzenia w setach, uległa ostatecznie Venus Williams. Następnie szło jej słabiej, aż do Wimbledonu, gdzie, zwyciężając Caroline Wozniacki, awansowała do ćwierćfinału. W Stanford zaliczyła finał singla, a w deblu zdobyła tytuł, ale w Toronto i Cincinnati nie wygrała żadnego meczu. Na US Open znów osiągnęła wielkoszlemowy półfinał, pokonując m.in. Agnieszkę Radwańską i Karolínę Plíškovą.

## Historia występów wielkoszlemowych
Legenda
     W, wygrany turniej
     F, przegrana w finale
     SF, przegrana w półfinale
     QF, przegrana w ćwierćfinale
     xR, przegrana w x rundzie
     Qx, przegrana w x rundzie kwalifikacji
     A, brak startu
     NH, turniej nie odbył się

### Występy w grze pojedynczej
| Australian Open        | A   | A   | 1R  | 1R  | Q1 | 1R  | Q1 | 3R | 1R | SF | 1R  | A   | 1R  | A   | Q1  | 1R | 0 / 9  | 7 – 9   |  |  |  |  |  |  |  |
| French Open            | A   | A   | A   | 1R  | Q2 | 1R  | 2R | 1R | 2R | 1R | 2R  | A   | A   | Q2  | Q1  | Q1 | 0 / 7  | 3 – 7   |  |  |  |  |  |  |  |
| Wimbledon              | A   | A   | A   | 1R  | 1R | 1R  | 2R | QF | 4R | QF | 1R  | A   | NH  | 2R  | 1R  | Q3 | 0 / 10 | 13 – 10 |  |  |  |  |  |  |  |
| US Open                | 1R  | A   | 1R  | 2R  | 1R | 2R  | 2R | 2R | 1R | SF | 1R  | 1R  | A   | 1R  | 1R  | Q1 | 0 / 13 | 9 – 13  |  |  |  |  |  |  |  |
|                        |     |     |     |     |    |     |    |    |    |    |     |     |     |     |     |    |        |         |  |  |  |  |  |  |  |
| Ranking na koniec roku | 405 | 354 | 114 | 127 | 95 | 110 | 40 | 37 | 37 | 10 | 104 | 332 | 213 | 173 | 126 |    | 0 / 39 | 32 – 39 |  |  |  |  |  |  |  |

### Występy w grze podwójnej
| Australian Open        | A   | A   | A   | A   | A   | A   | A   | 1R | QF | 2R | 1R | A   | A   | A   | A   | A  | 0 / 4  | 3 – 4   |  |  |  |  |
| French Open            | A   | A   | A   | 1R  | A   | A   | A   | 1R | 2R | 1R | 1R | A   | A   | 1R  | A   | A  | 0 / 6  | 1 – 6   |  |  |  |  |
| Wimbledon              | A   | A   | A   | A   | A   | A   | A   | 3R | A  | 1R | A  | A   | NH  | 1R  | 3R  | A  | 0 / 4  | 4 – 4   |  |  |  |  |
| US Open                | 1R  | A   | 2R  | A   | A   | 2R  | 2R  | SF | SF | 1R | W  | 1R  | A   | 1R  | 1R  | 1R | 1 / 12 | 17 – 11 |  |  |  |  |
|                        |     |     |     |     |     |     |     |    |    |    |    |     |     |     |     |    |        |         |  |  |  |  |
| Ranking na koniec roku | 960 | 306 | 308 | 244 | 493 | 110 | 195 | 55 | 18 | 63 | 14 | 201 | 217 | 155 | 356 |    | 1 / 26 | 25 – 25 |  |  |  |  |

### Występy w grze mieszanej
| Australian Open | A | A | A | A  | A | A | A | A | F  | A  | A  | A  | A  | A | A | A | 0 / 1 | 3 – 1  |  |  |  |  |  |  |  |  |  |  |  |
| French Open     | A | A | A | A  | A | A | A | A | QF | 1R | 1R | A  | NH | A | A | A | 0 / 3 | 2 – 3  |  |  |  |  |  |  |  |  |  |  |  |
| Wimbledon       | A | A | A | A  | A | A | A | A | 2R | A  | A  | A  | NH | A | A | A | 0 / 1 | 0 – 1  |  |  |  |  |  |  |  |  |  |  |  |
| US Open         | A | A | A | 1R | A | A | A | A | F  | SF | A  | 1R | NH | A | A | A | 0 / 4 | 7 – 4  |  |  |  |  |  |  |  |  |  |  |  |
|                 |   |   |   |    |   |   |   |   |    |    |    |    |    |   |   |   |       |        |  |  |  |  |  |  |  |  |  |  |  |
|                 |   |   |   |    |   |   |   |   |    |    |    |    |    |   |   |   | 0 / 9 | 12 – 9 |  |  |  |  |  |  |  |  |  |  |  |

## Finały turniejów WTA
| Legenda                     | Legenda |
| --------------------------- | ------- |
| Wielki Szlem                |         |
| Igrzyska olimpijskie        |         |
| WTA Tour Championships      |         |
| WTA Elite Trophy            |         |
| 2009 – 2020                 |         |
| WTA Premier Mandatory       |         |
| WTA Premier 5               |         |
| WTA Premier                 |         |
| WTA International Series    |         |
| WTA 125K series (2012–2020) |         |
| od 2021                     |         |
| WTA 1000 (obowiązkowe)      |         |
| WTA 1000 (nieobowiązkowe)   |         |
| WTA 500                     |         |
| WTA 250                     |         |
| WTA 125                     |         |

### Gra pojedyncza 6 (2–4)
| Końcowy wynik | Nr | Data             | Turniej          | Nawierzchnia   | Przeciwniczka       | Wynik finału |
| ------------- | -- | ---------------- | ---------------- | -------------- | ------------------- | ------------ |
| Finalistka    | 1. | 15 lipca 2012    | Stanford         | Twarda         | Serena Williams     | 5:7, 3:6     |
| Zwyciężczyni  | 1. | 21 czerwca 2014  | ’s-Hertogenbosch | Trawiasta      | Zheng Jie           | 6:2, 6:4     |
| Zwyciężczyni  | 2. | 12 czerwca 2016  | ’s-Hertogenbosch | Trawiasta      | Kristina Mladenovic | 7:5, 7:5     |
| Finalistka    | 2. | 6 sierpnia 2017  | Stanford         | Twarda         | Madison Keys        | 6:7(4), 4:6  |
| Finalistka    | 3. | 5 listopada 2017 | Zhuhai           | Twarda (hala)  | Julia Görges        | 5:7, 1:6     |
| Finalistka    | 4. | 29 kwietnia 2018 | Stuttgart        | Ceglana (hala) | Karolína Plíšková   | 6:7(2), 4:6  |

### Gra podwójna 7 (4–3)
| Końcowy wynik | Nr | Data                | Turniej      | Nawierzchnia | Partnerka             | Przeciwniczki                         | Wynik finału        |
| ------------- | -- | ------------------- | ------------ | ------------ | --------------------- | ------------------------------------- | ------------------- |
| Zwyciężczyni  | 1. | 20 marca 2016       | Indian Wells | Twarda       | Bethanie Mattek-Sands | Julia Görges Karolína Plíšková        | 4:6, 6:4, 10–6      |
| Finalistka    | 1. | 21 sierpnia 2016    | Cincinnati   | Twarda       | Martina Hingis        | Sania Mirza Barbora Strýcová          | 5:7, 4:6            |
| Zwyciężczyni  | 2. | 6 sierpnia 2017     | Stanford     | Twarda       | Abigail Spears        | Alizé Cornet Alicja Rosolska          | 6:2, 6:3            |
| Zwyciężczyni  | 3. | 1 kwietnia 2018     | Miami        | Twarda       | Ashleigh Barty        | Barbora Krejčíková Kateřina Siniaková | 6:2, 6:1            |
| Zwyciężczyni  | 4. | 9 września 2018     | US Open      | Twarda       | Ashleigh Barty        | Tímea Babos Kristina Mladenovic       | 3:6, 7:6(2), 7:6(6) |
| Finalistka    | 2. | 3 października 2021 | Chicago      | Twarda       | Caroline Dolehide     | Květa Peschke Andrea Petković         | 3:6, 1:6            |
| Finalistka    | 3. | 16 września 2023    | San Diego    | Twarda       | Danielle Collins      | Barbora Krejčíková Kateřina Siniaková | 1:6, 4:6            |

### Gra mieszana 2 (0–2)
| Końcowy wynik | Nr | Data             | Turniej         | Nawierzchnia | Partner     | Przeciwnicy                  | Wynik finału   |
| ------------- | -- | ---------------- | --------------- | ------------ | ----------- | ---------------------------- | -------------- |
| Finalistka    | 1. | 31 stycznia 2016 | Australian Open | Twarda       | Horia Tecău | Jelena Wiesnina Bruno Soares | 4:6, 6:4, 5–10 |
| Finalistka    | 2. | 9 września 2016  | US Open         | Twarda       | Rajeev Ram  | Laura Siegemund Mate Pavić   | 4:6, 4:6       |

## Finały turniejów WTA 125

### Gra pojedyncza 2 (1–1)
| Końcowy wynik | Nr | Data              | Turniej | Nawierzchnia | Przeciwniczka    | Wynik finału  |
| ------------- | -- | ----------------- | ------- | ------------ | ---------------- | ------------- |
| Finalistka    | 1. | 17 listopada 2019 | Houston | Twarda       | Kirsten Flipkens | 6:7(4), 4:6   |
| Zwyciężczyni  | 1. | 14 sierpnia 2022  | Concord | Twarda       | Bernarda Pera    | 6:3, 5:7, 6:4 |

### Gra podwójna 1 (1–0)
| Końcowy wynik | Nr | Data             | Turniej | Nawierzchnia | Partnerka     | Przeciwniczki                      | Wynik finału |
| ------------- | -- | ---------------- | ------- | ------------ | ------------- | ---------------------------------- | ------------ |
| Zwyciężczyni  | 1. | 14 sierpnia 2022 | Concord | Twarda       | Warwara Flink | Peangtarn Plipuech Moyuka Uchijima | 6:3, 7:6(3)  |

## Występy w Turnieju WTA Elite Trophy

### W grze pojedynczej
| Rok  | Rezultat | Przeciwniczka | Wynik    |
| 2017 | Finał    | Julia Görges  | 5:7, 1:6 |

## Wygrane turnieje rangi ITF
| turnieje z pulą nagród 100 000 $ |
| turnieje z pulą nagród 75 000 $  |
| turnieje z pulą nagród 50 000 $  |
| turnieje z pulą nagród 25 000 $  |
| turnieje z pulą nagród 15 000 $  |
| turnieje z pulą nagród 10 000 $  |

### Gra pojedyncza
|    | Data       | Turniej | Kat. | ($)    | Naw.   | Finalistka  | Wynik    |
| 1. | 30/05/2010 | Carson  | ITF  | 50 000 | twarda | Kristie Ahn | 6:1, 6:3 |
| 2. | 13/06/2010 | El Paso | ITF  | 25 000 | twarda | Ryōko Fuda  | 6:2, 6:1 |

## Finały juniorskich turniejów wielkoszlemowych

### Gra pojedyncza (1)
| Końcowy wynik | Rok  | Turniej | Nawierzchnia | Przeciwniczka       | Wynik finału |
| Zwyciężczyni  | 2008 | US Open | Twarda       | Gabriela Paz Franco | 7:6, 6:1     |